# Akari Tsumugi
Akari Tsumugi (明里 つむぎ (Minh-Lý Trừu) 31 tháng 3 năm 1998 –) là một nữ diễn viên khiêu dâm người Nhật Bản. Cô sinh ra tại Kanagawa. Cô thuộc về công ti C-more ENTERTAINMENT.

## Sự nghiệp
Tháng 1/2017, cô bắt đầu sự nghiệp với một đĩa DVD hình ảnh được phát hành, và vào tháng 3 cô ra mắt ngành phim khiêu dâm với tư cách là nữ diễn viên độc quyền của Idea Pocket.

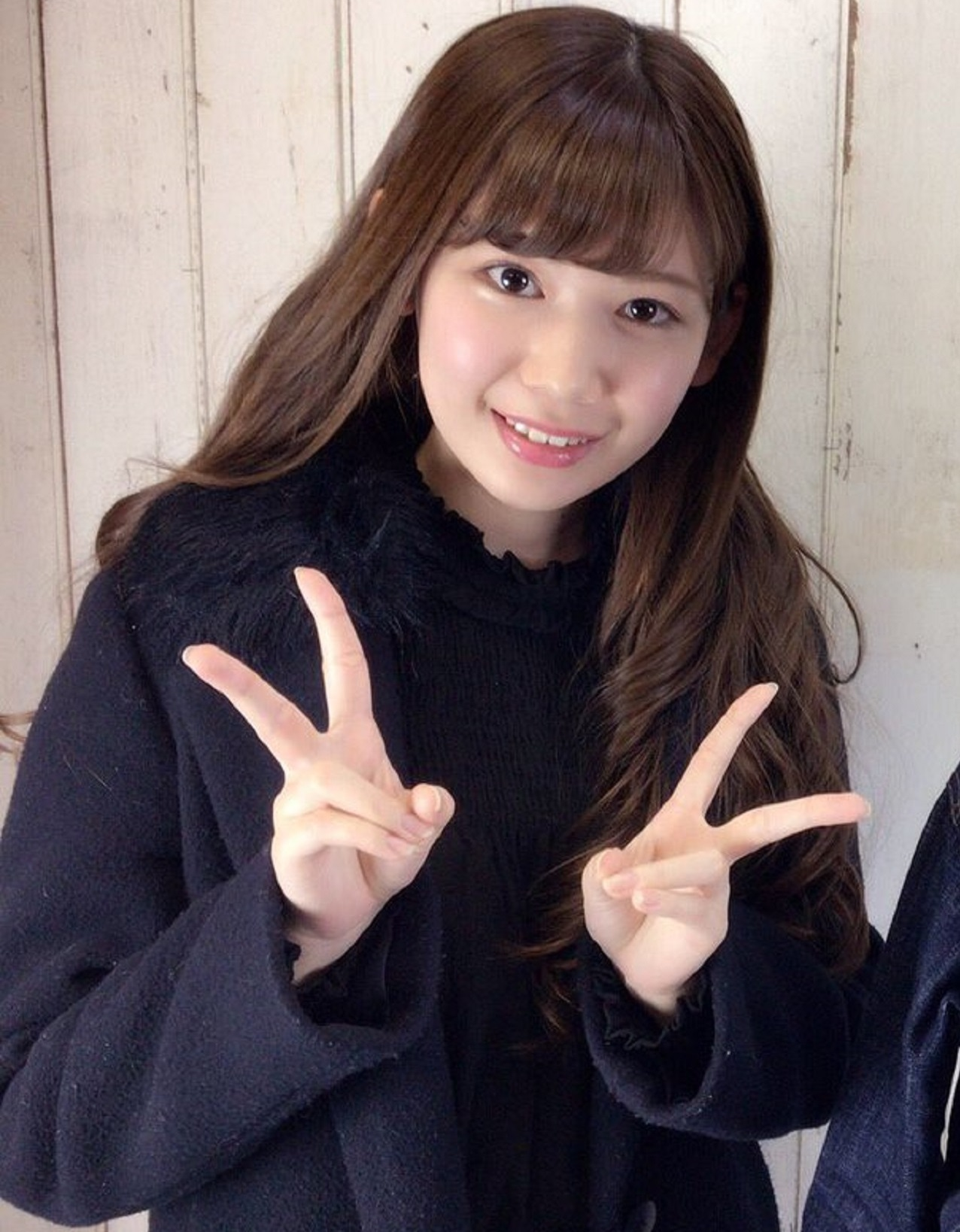
Tsumugi năm 2017

Tháng 5/2018, cô nhận giải Người thuyết trình đặc biệt - Takei Sō tại Giải thưởng phim người lớn DMM.R18 2018.
Tháng 10/2018, cô chuyển hãng phim sang Attackers.
13/5/2019, cô trở lại độc quyền cho hãng phim Idea Pocket với phim "Một cô gái quỷ sứ trẻ tuổi mặc đồng phục đang trong tình huống không thể nói hay thể hiện sự dâm dục bí mật với khuôn mặt đó" (中年好きな小悪魔制服美少女が声の出せない状況でしたり顔でこっそりチ○ポを痴女ってくる" (Các cảnh kiểu W độc quyền thuộc về Attackers).
Tháng 7/2020, cô cùng Fukada Eimi và Takahashi Shōko được chỉ định làm nhóm Iberto Girl thứ 4. Tháng 12/2020, cô xếp thứ 3 trong hạng mục mạng xã hội (thứ 21 trong bảng chính) của bảng "FLASH 2020 BEST100 diễn viên đang hoạt động gợi cảm nhất" được bầu chọn bởi độc giả".
Tháng 8/2021 cùng năm, cô xếp thứ 31 trong "Bảng xếp hạng FLASH 2021 diễn viên nữ gợi cảm chọn bởi 300 độc giả".

## Đời tư
Sở thích của cô là lướt mạng và tìm hiểu về các thần tượng.
Cô tự nhận bản thân là người hâm mộ AKB48, trong đó cô đặc biệt hâm mộ Kojima Haruna.
Lần đầu quan hệ tình dục của cô là vào năm 17 tuổi với một nhân viên bán thời gian 22 tuổi, và số người cô đã quan hệ trước khi vào ngành phim khiêu dâm là 3.
Ngoài ra, cô thích bột năng đến mức cô đã đến hơn 40 cửa hàng để mua và lập một bảng thống kê về nó. Cô còn thích nhạc K-pop đến mức cô đã nghe nó liên tục trong 10 năm và có thể hiểu được một chút tiếng Hàn.
Từ khi các cảnh kiểu W của cô trở nên độc quyền, cô đã nói chung chia các vai dâm dục cho hãng Idea Pocket và những cảnh tục tĩu cho Attackers, và cô được đánh giá cao về khả năng diễn xuất để diễn cả hai vai khó.
Diễn viên hài Shabadaba Fuji khen ngợi tính cách độc đáo của cô tại các sự kiện, nói rằng cô là "kiểu người bất ngờ nhìn về quá khứ" và "rất vui tính". Nhà văn Kurume Aporo miêu tả cô là người trầm lặng, bí ẩn và có khuôn mặt không cảm xúc.